# Tukotuko płowy
Tukotuko płowy (Ctenomys fulvus) – gatunek gryzonia z rodziny tukotukowatych (Ctenomyidae). Występuje w górach i na terenach górzystych północno-zachodniej Argentyny i północnego (do 29°S) Chile. Szczególnie w prowincji Antofagasta.
Tukotuko płowy – podobnie jak pozostałe gatunki z rodzaju Ctenomys są roślinożercami. Prowadzą podziemny tryb życia.

## Podgatunki[5]
- Ctenomys fulvus fulvus Philippi, 1860
- Ctenomys fulvus robustus Philippi, 1896